# Achille Guy Marie de Penfentenyo
Pour les autres membres de la famille, voir Famille de Penfentenyo.
Achille Guy Marie de Penfentenyo, comte de Cheffontaines, né le 7 août 1766 à Morlaix, et mort le 23 avril 1835 à Rennes, capitaine de vaisseau, chevalier de Saint-Louis, est nommé par ordonnance du 25 décembre  1825 gouverneur de l'île Bourbon.

## Biographie

### Jeunesse
Achille de Cheffontaines est le troisième fils de Francois-Louis de Penfentenyo de Cheffontaines et de Marie-Jeanne de Coëtlosquet. La famille est originaire de Clohars-Fouesnant dans le sud du département du Finistère et il passe son enfance dans la propriété familiale le Château de Bodinio.
Dès l'âge de 15 ans, il entre dans la marine, en 1781 et il est présenté dans ordre de Saint-Jean de Jérusalem le 19 octobre 1784,. Il commence comme aspirant et l'année suivante est nommé garde marine à bord de l’Invincible. Il effectue plusieurs voyages à la Martinique entre 1783 et 1786. Revenu à Toulon, il s'embarque la même année à bord du Téméraire qui voyage vers le Levant. Il y reste jusqu'en 1789. Il effectue dans le même temps des services sur les « Galères de Malthe » (1786, 1787, 1788) : « Nous, Eugène, Olivier, François de Seytres Caumont, Chevalier de l'Ordre de Saint de Jérusalem, chargé d'Affaires de France en cette Isle de Malthe, certifions que le Chevalier Achille de Penfeunteuniou de Cheffontaines, de la langue de France, élève de la Marine de Sa Majesté, est arrivé ici le 8 août 1786 pour faire ses caravanes et qu'aussitôt il a été reparti en armements comme Patron sur les Galères de la Religion au service de M. le Comte de la Bourdonnaye et a fait toutes les campagnes sur la même galère, sur laquelle il a continué d'être employé jusqu'au 16 mars 1788, qu'il s'est embarqué pour reprendre son service sur la corvette du Roy La Badine commandée par le Prince Victor de Rohan, comptant de séjour et de service à Malthe quatorze mois et vingt-deux jours. Donné en nostre hôtel à Malthe le vingt-huitième jour de mars mil sept cent quatre-vingt-neuf. Signé Caumon » (67) mais il ne sera pas fait chevalier du fait de l'invasion de l'île par Bonaparte.
Émigré en 1791, Achille fait la campagne des Princes dans le Corps Royal de la Marine. Il passe ensuite à la Martinique à bord de la Ferme. Ce vaisseau reste incorporé à l'escadre de Son Excellence Aristizabal, qui se mit sous la protection du Roi d'Espagne. Comme les autres officiers émigrés, il rejoint Cadix en septembre 1796. En 1798, il est en poste à Cordoue puis à Saragosse. Il est amnistié pour fait d'émmigration le 31 décembre 1803.
En raison de l'invasion française de l'Espagne, il rentre en France en 1808. Il épouse en 1809 Marie Madeleine Clotilde Mosnier du Castelet. Réintégré dans la Marine, il commande en 1807 la flûte l’Eléphant. En 1814, il commande la Méduse, jusqu'en 1815. Il est nommé major de la marine en 1825 à Toulon. En 1826, Achille de Cheffontaines est nommé sur l'île Bourbon par Charles X.
« Charles, par la grâce de Dieu Roi de France et de Navarre, à tous présents et à venir, salut. Ayant à pourvoir à l'emploi de Gouverneur pour le Roi à l'Isle Bourbon et voulant donner au Sieur Comte de Cheffontaines (Achille), Capitaine de vaisseau, une preuve de la confiance que nous avons placée dans son dévouement à Notre personne, Nous avons nommé et nommons Gouverneur pour le Roi à l'Isle de Bourbon pour exercer les fonctions selon les Instructions que Nous lui ferons remettre par Notre Ministre Secrétaire d'Etat au département de la Marine et des Colonies, voulons qu'il jouisse des honneurs, autorité et traitement attachés à cette place par Nos Ordonnances, et enjoignons à tous ceux qu'il appartiendra de lui reconnaître et de lui obéir en sa qualité. Mandons et ordonnons à Notre cher et bien-aimé fils le Dauphin, Louis Antoine, Amiral de la Flotte, de faire jouir le dit Sieur: Comte de Cheffontaines de l'effet du présent brevet. Donné à Paris le dix-neuvième jour : du mois de mars de l'an de grâce mil huit cent vingt-six et de notre règne le deuxième. »

### Gouverneur de l'Île Bourbon
Il est installé le vendredi 20 octobre 1826, en audience solennelle à Saint-Denis, par la Cour Royale. Cette prise de fonction est saluée par la salve habituelle de cinq coups de canon.

#### La mission
Achille Guy Marie de Cheffontaines arrive porteur de l'ordonnance du 21 août 1825. Rédigé pour l'île Bourbon, ce texte, inspiré par Joseph de Villèle, va déterminer toute la législation coloniale française. Cheffontaines propose l'autonomie, avec la création du Conseil privé, il en trace les limites. Il ne souhaite pas que le gouvernement sois sous la tutelle de ce conseil, composé de colons. Charles Desbassayns et Jean Baptiste Fréon sont les conseillers nommés. Dans la foulée, il annonce la création d'un Conseil général, mais la création de ce Conseil général ne modifie pas la situation de monopole de l'État royal représenté dans la colonie par le gouverneur.
Cette institution, dont les membres sont nommés et non élus, qui remplace le Comité consultatif se réunit sur convocation du gouverneur et étudie les travaux présentés par ce dernier, l'ordonnance du 21 août limite les pouvoirs du Conseil général et l'empêche de critiquer le gouverneur ou de publier ses travaux. Cette même ordonnance musèle la presse elle stipule que " le gouverneur surveille l’usage de la presse, commissionne les imprimeurs, donne les autorisations de publier les journaux et les révoque en cas d’abus ".

#### Les actes
Pour la création du conseil général, les communes proposent au gouverneur quarante-huit noms pour le choix de douze titulaires et douze suppléants. Le gouverneur a déjà nommé Frappier de Jérusalem comme procureur général, Achille Bédier comme commissaire ordonnateur, Grelot comme contrôleur colonial et Betting de Lancastel comme directeur de l'intérieur. Le conseil général se réunit le 12 février 1827, à l'hôtel du gouvernement pour prêter serment : " Je jure devant Dieu de bien et fidèlement servir le Roi et l'État, de garder et observer les lois, ordonnances et règlements en vigueur dans la colonie, et de n'être guidé dans l'exercice des fonctions que je suis appelé à remplir que par ma conscience et le bien du service du Roi ".
Dès décembre 1826, le gouverneur réorganise les services municipaux de Saint-Denis et s'occupe de l'embellissement de la ville. Les rues vont être nivelées et entretenues, des caniveaux creusés, des voiries installées. Pour cela, il faut de la main-d'œuvre, par un arrêté il encourage les jeunes créoles à travailler dans les travaux publics.
 N° 104 - Arrêté du gouverneur, concernant les jeunes créoles qui se présentent sur les travaux publics.
```
 Saint-Denis, le 
1
er
 décembre 1826
 
 AU NOM DU ROI 
 Nous, Gouverneur de l'Île Bourbon et ses dépendances; 
 Considérant qu'il importe à la prospérité de la colonie d'encourager les jeunes créoles qui par un sentiment très louable, se présentent
 sur les travaux publics, pour y être employés comme manœuvres ou comme apprentis et y acquérir une industrie utile; 
 Sur la proposition du commissaire ordonnateur ; De l'avis du conseil privé ; Avons arrêté et arrêtons ce qui suit :  
 Art. 
1
er
. Les jeunes créoles, de la classe blanche ou libre, qui se présenteront sur les travaux publics en qualité de manœuvres ou  
 d'apprentis, recevront, en outre de la solde de 1 fr 25 c. par jour, une ration de vivres composée comme il suit : 
 1 kilo. de maïs ou 80 décagrammes de riz; 
 12 décagrammes de légumes secs; 
 15 grammes de sel.
 2. Cette ration leur sera délivrée individuellement, à la fin de chaque journée, des magasins du gouvernement.
 3. Le présent arrêté sera inséré dans les journaux de la colonie et enregistrée au contrôle.
 Donné en notre hôtel, à Saint-Denis, île de Bourbon, le 
1
er
 décembre 1826
 

 Comte de CHEFFONTAINES 
 Contre-signé : Le Commissaire de marine ordonnateur. Achille BEDIER
```

Le 7 avril 1827, le gouverneur prend par arrêté la décision de faire éclairer les lieux et édifices publics. Il organise, avec le concours de la municipalité de Saint-Denis un service de pompe pour éviter la propagation du feu, le premier service de lutte contre l'incendie est créé.
Le 1er juillet 1828, le premier abattoir de l'île voit le jour dans la capitale. Situé à l'embouchure de la rivière Saint-Denis. Sur le plan général, deux importantes réalisations vont avoir des effets bénéfiques pour les habitants : l'amélioration de la route royale, et le développement du service postal.
Sur décision du gouverneur, du directeur de l’Intérieur, Betting de Lancastel et de Dumas et Schneider, ingénieurs de leur état, des travaux importants sont entrepris sur la route royale. Pour réaliser tous ces travaux, des ateliers sont organisés dans chaque commune. la route royale qui relie Saint-Denis aux autres quartiers du Nord, est terminée en grande partie à la fin de l'année 1829.
La desserte de l'Ouest et du Sud est envisagée. Le Conseil privé prend la décision de faire construire à flanc de montagne un chemin carrossable entre Saint-Denis et la Possession. En janvier 1829, les premiers coups de pioche sont donnés pour la création du sentier du littoral.
Mise en circulation en 1829 du pont à deux voies de la rivière du Mât et en 1830 du pont à une voie sur la rivière des Roches. Les éléments des deux ponts de type Brunel sont arrivés à Bourbon en 1824 à bord du John Barry. Isambert Brunel est un ingénieur français installé en Angleterre, à Londres, qui a mis au point un modèle nouveau de pont suspendu à chaîne.
Les 10 et 11 février 1829, un cyclone tropical détruit toutes les récoltes, englouties dans les flots, ou brise sur les côtes plus de vingt navires. Une société de cabotage est créée à l’initiative de Mme Desbassyns et de son fils Charles, pour le transfert des hommes et des marchandises entre Saint-Paul et Saint-Denis. Cette dernière fait construire au Havre un petit caboteur à vapeur, la Cornélie. Le 19 juin 1829 a lieu le voyage inaugural avec, à bord, toutes les notabilités de l'île. La Cornélie va réaliser la traversée Saint-Denis, Saint-Paul en deux heures et demie. C’est une vraie révolution ; par voie terrestre, ce trajet requiert plus d’une journée.
En 1829, le Collège royal de l’île Bourbon voit le jour. Sous les ordres du colonel Maingard, nommé directeur, officieront un professeur de mathématiques, un autre de rhétorique, deux professeurs d’humanités, un professeur de dessin, un maître de lecture, un autre d’écriture, un surveillant et un portier. Tous sont " logés et nourris dans la maison ". Les élèves paient entre 95 et 30 francs selon qu’ils sont pensionnaires ou externes. Et en septembre de la même année, il pose la première pierre de la Cathédrale de Saint-Denis.

### La retraite
En 1830, un nouveau cyclone touche Bourbon, la colonie est en proie à des sérieuses difficultés financières, le sucre frappé de droits excessifs est concurrencé en Métropole par le développement de l'industrie betteravière. De nombreux colons sont endettés. Achille de Cheffontaines laisse sa place au nouveau gouverneur, Etienne Henry Duval d'Ailly, le 5 juillet 1830. Admis à la retraite, il se retire à Rennes, à son domicile du quartier Saint-Malo, où il meurt en 1835.